# La Familia (Costa Rica)
La Familia fue el nombre con que se conoció a un grupo autónomo de extrema izquierda de Costa Rica de muy corta duración, fundada en el año 1978, y teniendo su cese en 1981. Nunca tuvo nombre oficial pues "La Familia" era el nombre clave que le daban los integrantes, pero por su uso entre los medios y la policía se popularizó entre el público.

## Historia
La Familia estaba constituida por no más de 20 personas, mayormente estudiantes universitarios y algunos profesores que deseaban emular las acciones de otras guerrillas centroamericanas activas en aquel entonces como el FMLN de El Salvador, el FSLN de Nicaragua, la URNG de Guatemala o la UD de Honduras.
Se financiaban mediante asaltos a sucursales bancarias, a supermercados y otros locales. Se relaciona a ésta célula con la detonación de dos bombas en marzo de 1981: una cuando transitaba un vehículo de soldados estadounidenses en el Barrio Los Yoses, Montes de Oca y otra en la embajada de Honduras, en el centro de San José. Uno de sus objetivos era dinamitar el busto de John F. Kennedy en el parque del mismo nombre ubicado en San Pedro de Montes de Oca, en la provincia de San José, como una protesta contra el imperialismo estadounidense. En el proceso se enfrentaron con la policía el 12 de junio de 1981 e intercambiaron balas resultando en la muerte de tres policías y un conductor de taxi. Los integrantes fueron arrestados.
La prensa informó que esa misma noche, en Calle Blancos, Goicoechea, una mujer habría visto movimientos extraños en una casa cercana a la suya, con vestimentas de traje, lo cual llamó su atención. La mujer dio aviso a las autoridades, la cual determinó que esa vivienda era el centro de reunión de la célula. 

### Asesinato de Viviana Gallardo
El 1 de julio es asesinada Viviana Gallardo de entonces 18 años, de una de las integrantes del grupo, sospechosa de los asesinatos (si bien ella lo negaba, ya que adujo que solo conducía el vehículo del que surgieron los disparos), quien fue ejecutada por José Manuel Bolaños cuando estaba retenida en custodia y desarmada, lo que en general fue considerado una ejecución extrajudicial por venganza.
Desde entonces tanto organizaciones civiles como defensores de los derechos humanos (tanto nacionales como internacionales) acusan al gobierno costarricense de negligencia al momento de abordar la muerte de Viviana Gallardo.